# Élections cantonales vaudoises de 2017
Les élections cantonales vaudoises se sont déroulées les 30 avril et 21 mai 2017 afin de renouveler le Grand Conseil et le Conseil d'État du canton de Vaud. 
Le scrutin est marqué par une faible participation, de 38,92 %. La droite rate la majorité absolue d'un siège. Dans l'optique d'avoir une majorité, le PLR, l'UDC et les Vert'lib, occupant 81 des 150 sièges du Grand Conseil décident d'une alliance pour le deuxième tour au Conseil d'État afin d'obtenir une majorité à l'exécutif en plus du législatif. Cependant la gauche reste majoritaire au Conseil d'État avec quatre conseillers sur sept.

## Contexte
Le dépôt des listes a lieu le 13 mars, les numéros de listes sont tirés à ce moment (ils peuvent être différents d'un district à un autre pour un même parti).[réf. nécessaire]
La campagne est calme, et la réélection de six des sept membres sortants du Conseil d'État est donnée pour acquise.

## Mode d'élection
Le scrutin se déroule de manière proportionnelle, l’électeur vote pour une liste ainsi que pour des candidats. La répartition des sièges est faite par district et par sous-arrondissement. 

### Répartition

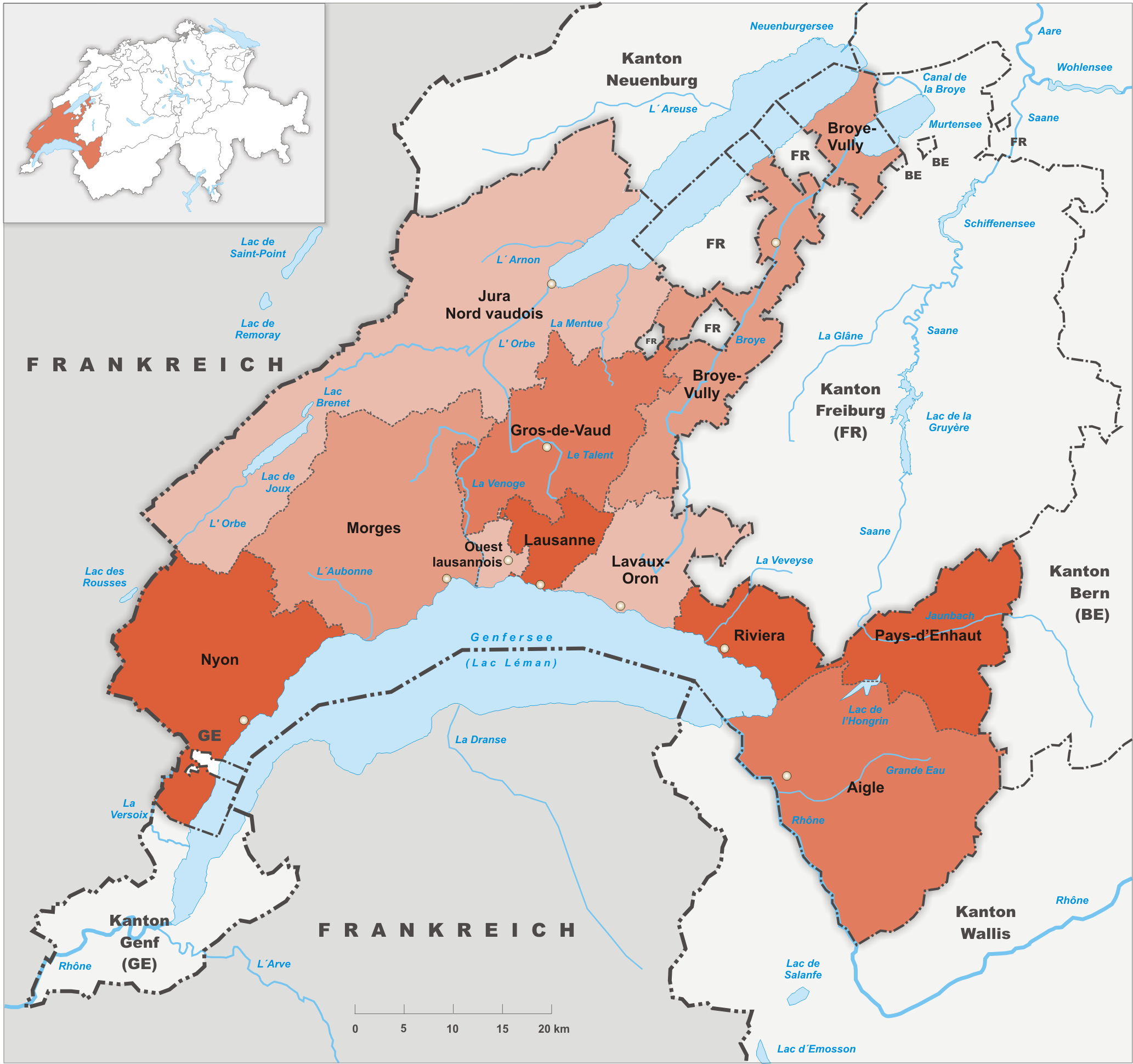
Le canton de Vaud et ses districts.

Les sièges sont répartis par rapport à la population vivant dans les différents districts :
| District              | Nb sièges |
| --------------------- | --------- |
| Aigle                 | 9         |
| Broye-Vully           | 8         |
| Gros-de-Vaud          | 8         |
| Jura-Nord Vaudois     | 17        |
| Lausanne              | 31        |
| Lavaux-Oron           | 12        |
| Morges                | 16        |
| Nyon                  | 19        |
| Ouest lausannois      | 14        |
| Riviera-Pays-d'Enhaut | 16        |
| Total                 | 150       |

Les sous-arrondissements s'organisent comme tel :
| District père         | Sous-arrondissement | Nb de sièges |
| --------------------- | ------------------- | ------------ |
| Jura-Nord Vaudois     | La Vallée           | 2            |
| Jura-Nord Vaudois     | Yverdon             | 15           |
| Lausanne              | Lausanne-Ville      | 26           |
| Lausanne              | Romanel             | 5            |
| Riviera-Pays-d'Enhaut | Vevey               | 14           |
| Riviera-Pays-d'Enhaut | Pays-d'Enhaut       | 2            |

À noter qu'un arrondissement subdivisé est automatiquement divisé en deux. Deux listes conjointes doivent obligatoirement faire partie du même apparentement[réf. nécessaire].

## Conseil d'État
Quinze candidats se présentent à l’élection du Conseil d'État. Six des sept sortants se représentent.
La droite (PLR et UDC) décide de s'allier sous le nom "Alliance du centre-droit" afin de récupérer la majorité à l'exécutif cantonal. Le PS évince Anne-Catherine Lyon au profit de Cesla Amarelle. C'est d'ailleurs ce siège que le candidat UDC, Jacques Nicolet, semble convoiter.
Le 21 mars dans l'émission forum diffusée à la RTS Jacques Nicolet annonce "J’ose croire que Marine Le Pen va aller un grand bout dans cette élection". Ces propos irritent ses alliés PLR. Le candidat UDC essayant de se faire passer pour un modéré depuis le début de la campagne. 
Les candidats sont les suivants :
| Nom et Prénom         | Nom de liste                                        |
| --------------------- | --------------------------------------------------- |
| Amarelle Cesla        | Parti Socialiste Vaudois                            |
| Broulis Pascal        | Centre-droite, PLR.Les Libéraux-Radicaux / UDC Vaud |
| Buclin Hadrien        | Ensemble à Gauche                                   |
| de Quattro Jacqueline | Centre-droite, PLR.Les Libéraux-Radicaux / UDC Vaud |
| Gorrite Nuria         | Parti Socialiste Vaudois                            |
| Leuba Philippe        | Centre-droite, PLR.Les Libéraux-Radicaux / UDC Vaud |
| Luccarini Yvan        | Ensemble à Gauche                                   |
| Maillard Pierre-Yves  | Parti Socialiste Vaudois                            |
| Melly Serge           | Alliance du Centre                                  |
| Métraux Béatrice      | Les Verts.Mouvement écologiste vaudois              |
| Misiego Céline        | Ensemble à Gauche                                   |
| Morand Guillaume Toto | Parti de Rien                                       |
| Nicolet Jacques       | Centre-droite, PLR.Les Libéraux-Radicaux / UDC Vaud |
| Pointet François      | vert'libéraux                                       |
| Villa Sylvie          | Alliance du Centre                                  |

## Résultats

### Conseil d'État
Les élections au Conseil d'État se sont déroulées les dimanches 30 avril et 21 mai 2017.
| Candidats                     | Candidats                | Partis                   | Premier tour | Premier tour | Second tour | Second tour |
| Candidats                     | Candidats                | Partis                   | Voix         | %            | Voix        | %           |
| ----------------------------- | ------------------------ | ------------------------ | ------------ | ------------ | ----------- | ----------- |
|                               | Pascal Broulis           | PLR                      | 100 051      | 60,42        |             |             |
|                               | Pierre-Yves Maillard     | PS                       | 99 200       | 59,90        |             |             |
|                               | Jacqueline de Quattro    | PLR                      | 93 378       | 56,39        |             |             |
|                               | Philippe Leuba           | PLR                      | 92 188       | 55,67        |             |             |
|                               | Nuria Gorrite            | PS                       | 91 792       | 55,43        |             |             |
|                               | Béatrice Métraux         | PES                      | 79 631       | 48,08        | 78 561      | 49,96       |
|                               | Cesla Amarelle           | PS                       | 72 138       | 43,56        | 69 006      | 43,88       |
|                               | Jacques Nicolet          | UDC                      | 66 799       | 40,34        | 62 442      | 39,71       |
|                               | Isabelle Chevalley       | PVL                      |              |              | 59 775      | 38,01       |
|                               | Guillaume Toto Morand    | PdR                      | 14 137       | 8,54         | 15 255      | 9,70        |
|                               | François Pointet         | PVL                      | 13 875       | 8,38         |             |             |
|                               | Sylvie Villa             | PDC                      | 11 972       | 7,23         | 10 050      | 6,39        |
|                               | Céline Misiego           | EàG                      | 10 492       | 6,34         |             |             |
|                               | Hadrien Buclin           | EàG                      | 10 085       | 6,09         |             |             |
|                               | Serge Melly              | VL                       | 10 028       | 6,06         |             |             |
|                               | Yvan Luccarini           | EàG                      | 10 085       | 5,79         |             |             |
| Votes blancs                  | Votes blancs             | Votes blancs             | 957          | 0,57         | 1 255       | 0,79        |
|                               |                          |                          |              |              |             |             |
| Votes valides                 | Votes valides            | Votes valides            | 165 606      | 98,02        | 157 250     | 98,94       |
| Votes nuls                    | Votes nuls               | Votes nuls               | 3 344        | 1,98         | 1 688       | 1,06        |
| Total                         | Total                    | Total                    | 168 950      | 100          | 158 938     | 100         |
| Abstention                    | Abstention               | Abstention               | 255 365      | 59,87        | 262 303     | 62,27       |
| Inscrits / participation      | Inscrits / participation | Inscrits / participation | 420 971      | 40,13        | 421 241     | 37,73       |
| * Conseillers d'État sortants |                          |                          |              |              |             |             |

### Grand Conseil
|                        |                              |                        |         |       |        |               |
| Parti                  | Parti                        | Sigle                  | Voix    | %     | Sièges | +/-           |
|                        | Parti libéral-radical        | PLR                    | 51 256  | 31,28 | 49     | 2             |
|                        | Parti socialiste             | PS                     | 39 802  | 24,29 | 37     | 4             |
|                        | Union démocratique du centre | UDC                    | 24 579  | 15,00 | 25     | en stagnation |
|                        | Les Verts                    | PES                    | 23 203  | 14,16 | 21     | 2             |
|                        | Vert'libéraux                | PVL                    | 7 374   | 4,50  | 7      | en stagnation |
|                        | Ensemble à gauche            | EAG                    | 6 128   | 3,74  | 3      | en stagnation |
|                        | Parti ouvrier et populaire   | POP                    | 6 128   | 3,74  | 1      | en stagnation |
|                        | Vaud Libre                   | VL                     | 5 112   | 3,12  | 4      | 1             |
|                        | Parti démocrate-chrétien     | PDC                    | 3 425   | 2,09  | 2      | en stagnation |
|                        | décroissance alternatives    | EAG                    | 1 278   | 0,78  | 1      | Nv.           |
|                        | Parti de Rien                | PdR                    | 852     | 0,52  | 0      | en stagnation |
|                        | Parti libéral-conservateur   | PLC                    | 442     | 0,27  | 0      | 1             |
|                        | Parti nationaliste suisse    | PNS                    | 295     | 0,18  | 0      | en stagnation |
|                        | Les Indépendants Vaudois     | INDEP VD               | 66      | 0,04  | 0      | en stagnation |
|                        | Alternative Populaire        | APS                    | 49      | 0,03  | 0      | en stagnation |
|                        |                              |                        |         |       |        |               |
| Suffrages exprimés     | Suffrages exprimés           | Suffrages exprimés     | 160 509 | 97,95 |        |               |
| Votes blancs           | Votes blancs                 | Votes blancs           | 1 363   | 0,83  |        |               |
| Votes nuls             | Votes nuls                   | Votes nuls             | 1 989   | 1,21  |        |               |
| Total                  | Total                        | Total                  | 163 861 | 100   | 150    | en stagnation |
| Abstentions            | Abstentions                  | Abstentions            | 257 109 | 61,08 |        |               |
| Inscrits/Participation | Inscrits/Participation       | Inscrits/Participation | 420 970 | 38,92 |        |               |

## Élections complémentaires lors de la législature 2017-2022

### Élection complémentaire de 2019
À la suite de son élection à la tête de l'Union syndicale suisse (USS), Pierre-Yves Maillard annonce son départ du Conseil d’État pour le 3 mais 2019. Une élection complémentaire est donc organisée pour désigner son successeur. Le PS présente sa conseillère nationale Rebecca Ruiz. Elle a pour principal adversaire Pascal Dessauges de l'UDC, soutenu par le PLR. La droite veut reprendre la majorité au gouvernement
Lors du premier tour, la candidate socialiste obtient 47 % des voix contre 38 % pour son concurrent UDC. Selon le journal 24 heures, l'élection est marqué par une large abstention des électeurs du PLR.
Pascal Dessauges renonce à se présenter au second tour pour éviter le coût de son organisation pour le canton. Les autres candidats font de même, ce qui permet à Rebecca Ruiz d'être élue tacitement. La composition du gouvernement cantonale reste à majorité de gauche. C'est la première fois en Suisse que cinq femmes siègent dans un exécutif cantonal.
| Candidats              | Candidats              | Partis                 | Premier tour | Premier tour | Second tour     | Second tour     |
| Candidats              | Candidats              | Partis                 | Voix         | %            | Voix            | %               |
| ---------------------- | ---------------------- | ---------------------- | ------------ | ------------ | --------------- | --------------- |
|                        | Rebecca Ruiz           | PS                     | 67 683       | 46,59        | élection tacite | élection tacite |
|                        | Pascal Dessauges       | UDC                    | 54 576       | 37,56        | Retrait         | Retrait         |
|                        | Axel Marion            | PDC                    | 8 760        | 6,03         | Retrait         | Retrait         |
|                        | Jean-Michel Dolivo     | EàG                    | 5 984        | 4,12         | Retrait         | Retrait         |
|                        | Anaïs Timofte          | POP                    | 4 743        | 3,26         | Retrait         | Retrait         |
|                        |                        |                        |              |              |                 |                 |
| Votes valides          | Votes valides          | Votes valides          | 145 285      | 99,02        |                 |                 |
| Votes blancs           | Votes blancs           | Votes blancs           | 2 104        | 1,43         |                 |                 |
| Votes nuls             | Votes nuls             | Votes nuls             | 1 438        | 0,98         |                 |                 |
| Total                  | Total                  | Total                  | 146 723      | 100          |                 |                 |
| Abstention             | Abstention             | Abstention             | 282 934      | 65,85        |                 |                 |
| Inscrits/Participation | Inscrits/Participation | Inscrits/Participation | 429 657      | 34,15        |                 |                 |

### Élection complémentaire de 2020
La conseillère d’État Jacqueline de Quattro (PLR) démissionne du gouvernement après son élection au Conseil national en 2019. L'élection complémentaire est organisée en février 2020. Le PLR présente la syndique de Payerne et députée Christelle Luisier. Celle-ci est soutenue par PDC et l'UDC.
Le collectif « Grève du climat » présente un candidat, désigné par tirage au sort : Juliette Vernier. Le collectif veut dépersonnaliser la campagne et ses membres se relayent lors des prises de parole. La candidate est soutenue par les Verts, le POP, Ensemble à gauche et SolidaritéS, mais pas par le Parti socialiste, qui n'émet aucune recommandation.
Christelle Luisier est élue au premier tour avec 56,2 % des suffrages. La composition du gouvernement cantonal ne change pas. Juliette Vernier obtient 23,1 % des suffrages sur l'ensemble du canton, mais seules 38 voix séparent les deux candidates en ville de Lausanne.
| Candidats              | Candidats              | Partis                 | Premier tour | Premier tour |
| Candidats              | Candidats              | Partis                 | Voix         | %            |
| ---------------------- | ---------------------- | ---------------------- | ------------ | ------------ |
|                        | Christelle Luisier     | PLR                    | 77 585       | 56,21        |
|                        | Juliette Vernier       | GdCVd                  | 31 888       | 23,10        |
|                        | Guillaume Morand       | PdR                    | 16 208       | 11,74        |
|                        | Jean-Marc Vandel       | PPV                    | 7 153        | 5,18         |
|                        |                        |                        |              |              |
| Votes valides          | Votes valides          | Votes valides          | 138 017      | 99,52        |
| Votes blancs           | Votes blancs           | Votes blancs           | 4 526        | 3,26         |
| Votes nuls             | Votes nuls             | Votes nuls             | 659          | 0,48         |
| Total                  | Total                  | Total                  | 138 676      | 100          |
| Abstention             | Abstention             | Abstention             | 296 898      | 68,16        |
| Inscrits/Participation | Inscrits/Participation | Inscrits/Participation | 435 574      | 31,84        |